# Trevor Booker
Trevor Fitzgerald Booker (Newberry, 25 de novembro de 1987) é um jogador norte-americano de basquete profissional.
Ele jogou basquete universitário em Clemson e foi selecionado pelo Minnesota Timberwolves com a 23° escolha geral no Draft da NBA de 2010. Logo depois do draft, ele foi trocado para o Washington Wizards. Além dos Wizards, Booker jogou por Utah Jazz, Brooklyn Nets, Philadelphia 76ers e Indiana Pacers.

## Primeiros anos
Booker nasceu em 25 de novembro de 1987 em Newberry, Carolina do Sul, filho de Gerald e Tracey, ambos atletas talentosos.
Ele foi criado em um bairro rural de Whitmire e cresceu comendo até 20 tigelas de cereal por semana. Booker começou a jogar basquete incentivado pela sua mãe que era uma jogadora do ensino médio. O irmão dele, Devin, disse: "Ela nos meteu nisso quando éramos mais jovens e fazemos isso desde então".

## Carreira no ensino médio
Booker frequentou a Union High School em Union, Carolina do Sul, e jogou basquete sob o comando do técnico Joe Pitt.
Em seu último ano, Booker foi nomeado Jogador do Ano da Carolina do Sul, com médias de 21,9 pontos, 16,4 rebotes e 3,5 assistências por jogo.
Booker foi listado como um recruta de três estrelas pelo Rivals.com e 247Sports.com. Ele foi classificado como o 29º melhor Ala-pivô da Rivals e o 27º da 247Sports na classe de 2006.

## Carreira na faculdade

### Primeiro ano
Ele se comprometeu com Clemson em 1 de fevereiro de 2006 e se matriculou em 30 de maio de 2006. Booker também considerou Auburn, Flórida, Georgia Tech, Pittsburgh, Purdue, Carolina do Sul, Tennessee, e Wofford.
Em 31 de outubro de 2006, Booker fez sua estréia em Clemson, registrando seis pontos, sete rebotes, três bloqueios e três roubadas de bola em um jogo de exibição contra a Academia da Lituânia. Ele teve 18 minutos de jogo e, junto com Sam Perry, liderou a equipe em rebotes.
Booker fez sua primeira aparição na temporada regular em 10 de novembro de 2006 contra Arkansas. Depois de começar como Pivô, ele se tornou o primeiro calouro a ser titular nessa posição em Clemson desde Tom Wideman em 1995-96. Ele terminou o jogo com 6 pontos, 7 rebotes e 1 bloqueio em 19 minutos de jogo.
Em 31 de dezembro de 2006, ele teve seu primeiro duplo-duplo da carreira com 15 pontos e 12 rebotes contra aUniversidade do Estado da Geórgia. James Mays, um de seus colegas de equipe, quando questionado sobre as atuações de Booker, disse: "O que ele não faz?". Booker ajudou Clemson a chegar a 14-0, seu melhor começo em 20 anos.
Ao final de sua temporada de calouro, Booker teve uma média de 10,4 pontos, 6,7 rebotes e 2,2 bloqueios.

### Segundo e terceiro ano
Em seu segundo e terceiro ano, Clemson teve sua primeira aparição consecutiva na NCAA em quase dez anos. No segundo ano de Booker, ele liderou a ACC em rebote (9,7 por jogo) e terminou em segundo lugar em chutes bloqueados (2,0 por jogo). Por seus esforços, Booker foi nomeado pro Segundo-Time da ACC e foi nomeado para a Equipe Defensiva de 2009. Nessa temporada, Booker teve uma média de 11.0 pontos, 7.3 rebotes e 1.9 bloqueios.
Em seu terceiro ano, ele teve uma média de 15.3 pontos, 9.7 rebotes e 2.0 bloqueios.
Após o seu terceiro ano, Booker anunciou que voltaria a Clemson para um último ano. Ele passou o verão seguinte, jogando pela Seleção Americana nos Jogos Mundiais Universitários, ajudando o time a ganhar uma medalha de bronze.

### Último ano
Durante seu último ano, Booker foi selecionado para a Primeira-Equipe da ACC ao ter médias de 15.2 pontos, 8.4 rebotes e 1.4 bloqueios.

## Carreira profissional

### Washington Wizards (2010–2014)

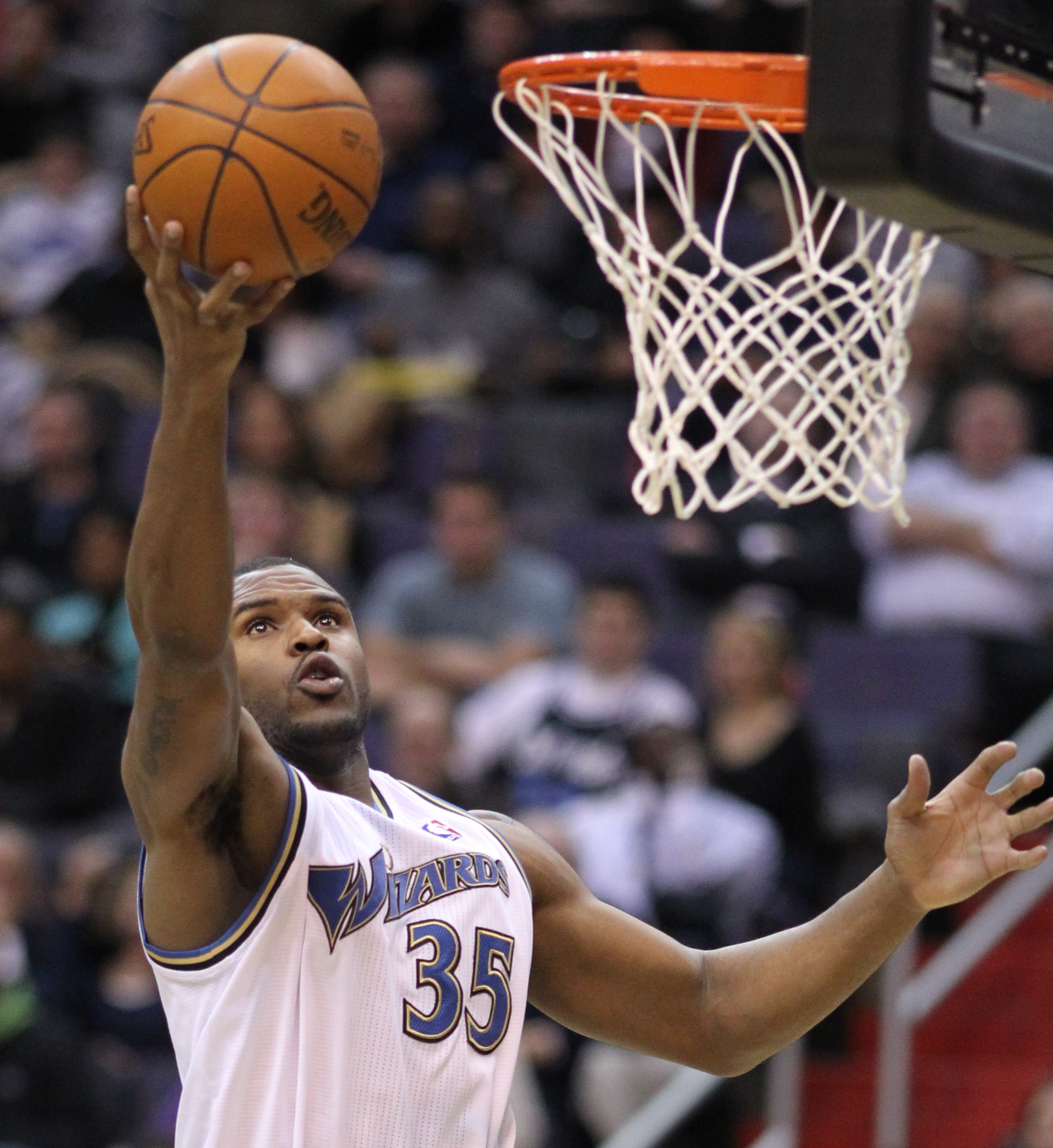
Booker em 2011

Booker foi selecionado pelo Minnesota Timberwolves com a 23ª escolha geral no Draft da NBA de 2010. Ele foi posteriormente negociado com o Washington Wizards na noite do draft.
Em 4 de agosto de 2011, Booker assinou com Bnei Hasharon, de Israel, durante a greve da NBA. Em outubro de 2011, ele retornou aos Estados Unidos devido a uma lesão no quadríceps direito. Em dezembro de 2011, após a conclusão da greve, Booker voltou ao Washington Wizards antes de jogar em apenas um jogo pelo Bnei Hasharon.
Em 4 temporadas em Washington, Booker jogou 235 jogos e teve médias de 20.3 minutos, 6.4 pontos e 5.1 rebotes.

### Utah Jazz (2014–2016)
Em 21 de julho de 2014, Booker assinou com o Utah Jazz um contrato de dois anos e US $ 10 milhões. Em 11 de abril de 2015, Booker marcou 36 pontos em uma vitória por 111-105 sobre o Portland Trail Blazers.
Em 4 temporadas em Washington, Booker jogou 158 jogos e teve médias de 20.2 minutos, 6.5 pontos e 5.4 rebotes.

### Brooklyn Nets (2016-2017)
Em 8 de julho de 2016, Booker assinou com o Brooklyn Nets.
Em 14 de dezembro de 2016, ele registrou 18 rebotes em uma vitória por 107-97 sobre o Los Angeles Lakers. Em 1 de abril de 2017, ele marcou 23 pontos em uma vitória de 121-111 sobre o Orlando Magic.
Em uma temporada e meia em Brooklyn, Booker jogou 89 jogos e teve médias de 24.1 minutos, 10.0 pontos e 7.8 rebotes.

### Philadelphia 76ers (2017-2018)
Em 7 de dezembro de 2017, Booker foi negociado com o Philadelphia 76ers em troca de Jahlil Okafor, Nik Stauskas e uma escolha da segunda rodada de 2019.
Ele teve seu melhor jogo pelos 76ers em uma derrota por 131-124 para o New Orleans Pelicans em 10 de dezembro de 2017. Ele registrou 16 pontos e 9 rebotes.
Em 28 de fevereiro de 2018, ele foi dispensado pelo 76ers.

### Indiana Pacers (2018)
Em 3 de março de 2018, Booker assinou com o Indiana Pacers. Ele teve seu melhor jogo pelos Pacers em uma vitória por 113-107 para o Miami Heat em 25 de março de 2018. Ele registrou 11 pontos e 8 rebotes.

### Shanxi Brave Dragons (2018)
Em agosto de 2018, Booker assinou um contrato de um ano para jogar no Shanxi Brave Dragons da Associação Chinesa de Basquete. Em 11 de outubro de 2018, Booker voltou aos Estados Unidos para fazer uma cirurgia no pé.

## Vida pessoal
Booker tem três irmãos mais novos; Devin, Darrion e Jared. Devin também jogou basquete universitário na Universidade Clemson e agora joga profissionalmente no Khimki da VTB United League. Darrion jogou basquete universitário na Universidade de Alabama Oeste e Jared joga na Union County High School. Booker também é primo do jogador da NBA, Jordan Hill.

## Estatísticas da NBA

### Temporada regular
| Ano      | Time         | PJ  | MPJ  | AP   | 3P   | LL   | RT  | AS  | BR  | TO | PPJ  |
| -------- | ------------ | --- | ---- | ---- | ---- | ---- | --- | --- | --- | -- | ---- |
| 2010–11  | Washington   | 65  | 16.4 | .549 | .000 | .673 | 3.9 | .5  | .4  | .6 | 5.3  |
| 2011–12  | Washington   | 50  | 25.2 | .531 | .500 | .602 | 6.5 | .8  | 1.0 | .9 | 8.4  |
| 2012–13  | Washington   | 48  | 18.5 | .491 | .000 | .556 | 5.0 | .8  | .7  | .3 | 5.3  |
| 2013–14  | Washington   | 72  | 21.6 | .551 | .000 | .618 | 5.3 | .9  | .6  | .6 | 6.8  |
| 2014–15  | Utah         | 79  | 19.8 | .487 | .345 | .581 | 5.0 | 1.1 | .5  | .5 | 7.2  |
| 2015–16  | Utah         | 79  | 20.7 | .490 | .293 | .670 | 5.7 | 1.1 | .7  | .5 | 5.9  |
| 2016–17  | Brooklyn     | 71  | 24.7 | .516 | .321 | .673 | 8.0 | 1.9 | 1.1 | .4 | 10.0 |
| 2017–18  | Brooklyn     | 18  | 21.9 | .513 | .250 | .558 | 6.6 | 2.1 | .4  | .3 | 10.1 |
| 2017–18  | Philadelphia | 33  | 15.0 | .560 | .286 | .821 | 3.7 | .8  | .5  | .3 | 4.7  |
| 2017–18  | Indiana      | 17  | 15.8 | .464 | .214 | .909 | 4.5 | 1.0 | .2  | .3 | 5.4  |
| Carreira | Carreira     | 532 | 20.4 | .515 | .305 | .636 | 5.5 | 1.1 | .7  | .5 | 6.9  |

### Playoffs
| Ano      | Time       | PJ | MPJ  | AP   | 3P   | LL   | RT  | AS | BR | TO  | PPJ |
| -------- | ---------- | -- | ---- | ---- | ---- | ---- | --- | -- | -- | --- | --- |
| 2014     | Washington | 9  | 16.2 | .448 | .000 | .667 | 4.3 | .9 | .2 | 1.0 | 3.3 |
| 2018     | Indiana    | 7  | 9.1  | .600 | .000 | .857 | 2.6 | .0 | .1 | .1  | 2.6 |
| Carreira | Carreira   | 16 | 13.1 | .487 | .000 | .769 | 3.6 | .5 | .2 | .6  | 3.0 |

Fonte: